# تاكاهيرو يامادا (مغني)
تاكاهيرو يامادا (باليابانية: 山田貴洋) هو مغني وكاتب أغاني ياباني، ولد في 19 أغسطس 1977 في فوجينوميا في اليابان.

## وصلات خارجية
- تاكاهيرو يامادا على موقع ميوزك برينز (الإنجليزية)